# Jean Beaudet
Pour les articles homonymes, voir Beaudet.
Jean Bernard Beaudet, né le 1er juin 1950 à Ottawa, est un musicien et pianiste de jazz québécois.

## Biographie
Jean Beaudet est né dans une famille d’artistes musicaux. Son père, Rémy Beaudet, fut violoniste professionnel à Détroit et sa mère, Louise Bray, fut une cantatrice mezzo-soprano canadienne.
Dès l’âge de 10 ans, Jean Bernard apprend le piano, puis participe à des groupes musicaux de jazz, de rhythm and blues et de bebop.
Après des études supérieures en musique à l’Université d’Ottawa, il s’installe à Montréal en 1979.
Il se consacre alors exclusivement au jazz et entre dans diverses formations jazzy aux côtés de musiciens tels que Denny Christianson, Robert Leriche, Guy Nadon, Léo Perron et Nelson Symonds.
En 1983, il fait une tournée en Europe.
Par la suite, il se produit avec différentes formations en solo, en trio ou en quatuor dans divers festivals canadiens, au festival international de jazz d'Ottawa, au festival d’Edmonton, au festival de Vancouver et au Festival international de jazz de Montréal, ainsi qu’en France au Festival de jazz de Montpellier.
Il joue dans le film Crossroads - Three Jazz Pianists réalisé par l’Office national du film du Canada en 1987.
En 1990, il fait une tournée musicale en Australie et en Nouvelle-Zélande dans le Quintet de Jane Bunnett.

## Discographie
La discographie de Jean Beaudet, en solo ou avec d'autres musiciens,  comprend dix-sept albums, dont :
- Danses (1979), avec Robert Leriche, Claude Simard (basse) et Matthieu Léger (batterie)
- Jean Beaudet Quartet (1987)
- Seul au piano (2009, Elephant Records)

## Honneurs
- Prix Victor-Martyn-Lynch-Staunton (2003)[2]